# Alexander-Newski-Kloster

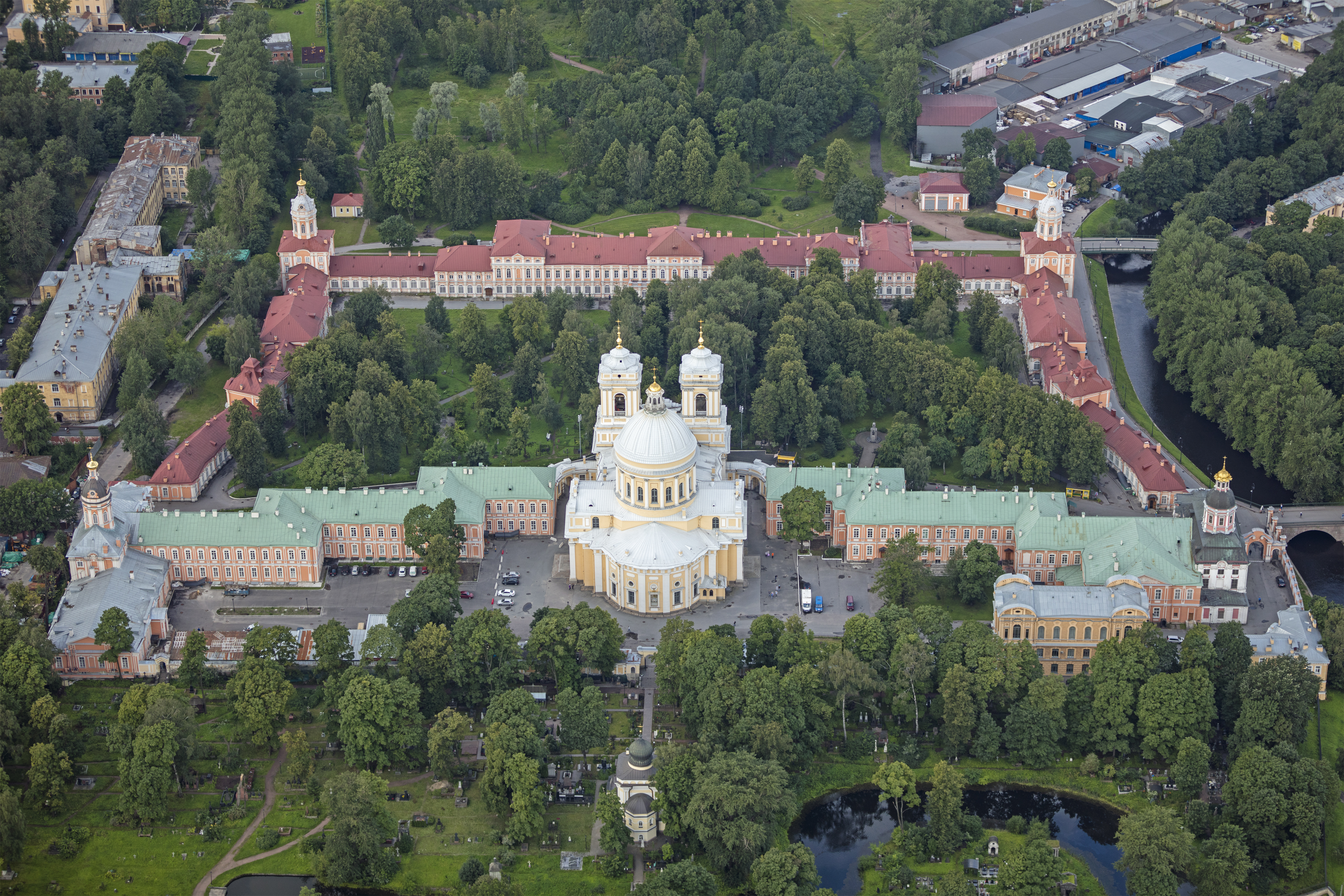
Alexander-Newski-Kloster mit der Dreifaltigkeitskathedrale (Luftaufnahme)

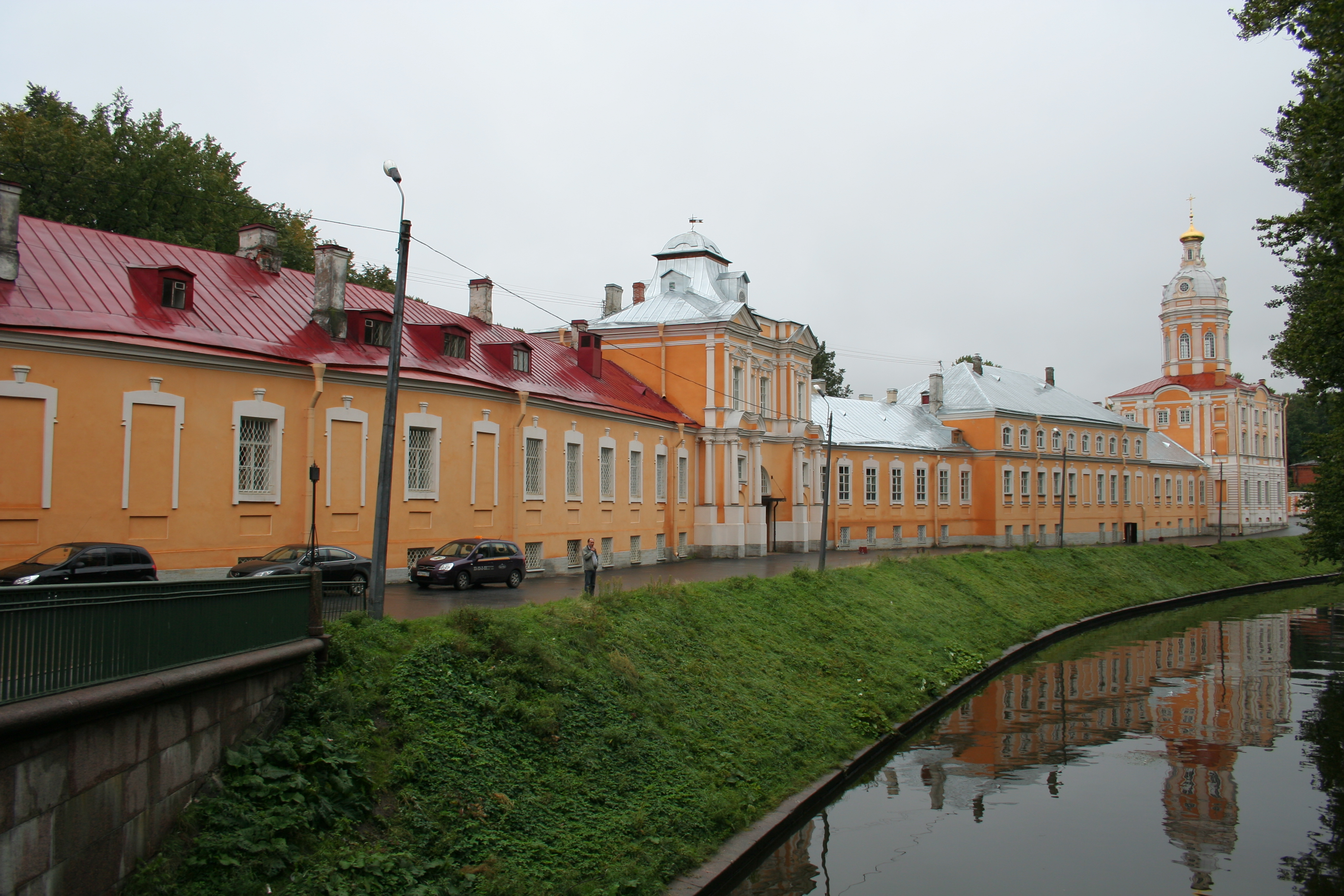
Blick auf das Kloster vom Flüsschen Monastyrka

Das Alexander-Newski-Kloster (russisch Александро-Невская лавра) ist ein russisch-orthodoxes Kloster in Sankt Petersburg. Es befindet sich am Ende des Newski-Prospekts am Ufer der Newa. Das Kloster ist Sitz des Metropoliten. Hier werden das Grab Alexander Jaroslawitsch Newskis gehütet und mehrere Friedhöfe mit zahlreichen Prominentengräbern gepflegt. Das Kloster erhielt den Rang einer Lawra, den höchsten, den eine solche Institution in der russisch-orthodoxen Kirche einnehmen kann und die überhaupt nur vier Klöstern zuerkannt wurde (Stand Ende 2016).

## Geschichte des Klosters
Zar Peter der Große ordnete nach seinem wichtigen Sieg über die Schweden bei Poltawa (1709), an der Stelle, die er für den Ort hielt, an dem 1240 der russische Nationalheld und Heilige der russisch-orthodoxen Kirche, Alexander Newski, schon einmal die Schweden besiegt hatte, am 20. Februar 1712 den Bau eines Klosters an. Am 25. März 1713 wurde eine erste Holzkirche eingeweiht. Geplant und ausgebaut wurde der Komplex in den Jahren 1715 bis 1722 unter Domenico Trezzini. In einem Ukas am 29. Mai 1723 ordnete Peter der Große die Überführung der Gebeine Alexander Newskis hierher an. Am 30. August 1724, genau drei Jahre nach dem Frieden von Nystad, erfolgte deren Beisetzung in Anwesenheit Peters im Kloster. Auf diesen Tag wurde auch der ursprünglich am 23. November begangene Feiertag des Nationalheiligen verlegt. So verband sich fortan das Gedenken an den mittelalterlichen Helden mit dem des Zaren, eine Sinnstiftung, die auf die gesamte Klostergründung bezogen werden darf. Das gleiche Ziel hatte eine Anordnung Peters, den Heiligen nicht mehr als Mönch, sondern nur noch im herrscherlichen Gewand darzustellen.
Der Ausbau des Komplexes fand in den Jahren 1742 bis 1750 unter Trezzinis Sohn statt. 
Noch unter Peter wurde 1721 eine slawische Schule am Kloster gegründet, die 1726 zu einem slawisch-griechisch-lateinischen Seminar ausgebaut wurde. Unter Katharina II. wurde dieses dann in den Stand eines Hauptseminars gehoben und unter Paul I. schließlich zu einer theologischen Hochschule. Die Erhebung zur Lawra erfolgte 1797 und fortan diente das Kloster als Residenz der hauptstädtischen Kirchenleitung. Zudem diente sie als Wallfahrtsort der Zarenfamilie, da in der Gruft der 1715 erbauten Mariä-Verkündigungs-Kirche wichtige Mitglieder der petrinischen Zarenfamilie (Peters Schwester Natalia Alexejewna und sein Sohn Peter Petrowitsch) sowie der berühmte Feldherr Alexander Suworow beigesetzt wurden.
In der Ära der Sowjetunion wurden die Räume Arbeiter- und Soldatenräten zur Verfügung gestellt. Die Gebeine Alexander Newskis wurden 1922 konfisziert und erst 1989 der Öffentlichkeit zurückgegeben. Die Mariä-Verkündigungs-Kirche auf dem Gelände beherbergte während der Sowjetzeit das städtische Skulpturenmuseum. Im Jahr 1935 ließ Stalin das Kloster schließen, das erst 1946 in Kirchenbesitz zurückging. Im Jahre 1957 wurde das Kloster wieder geweiht und ist seitdem in kirchlicher Benutzung, aber trotzdem öffentlich zugänglich.

## Mariä-Verkündigungs-Kirche

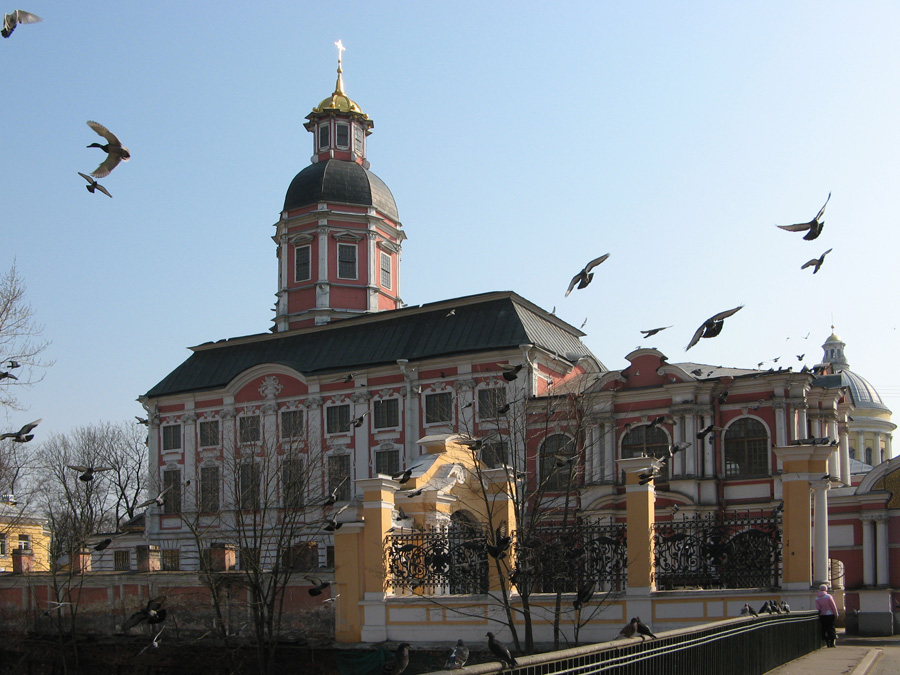
Mariä-Verkündigungs-Kirche

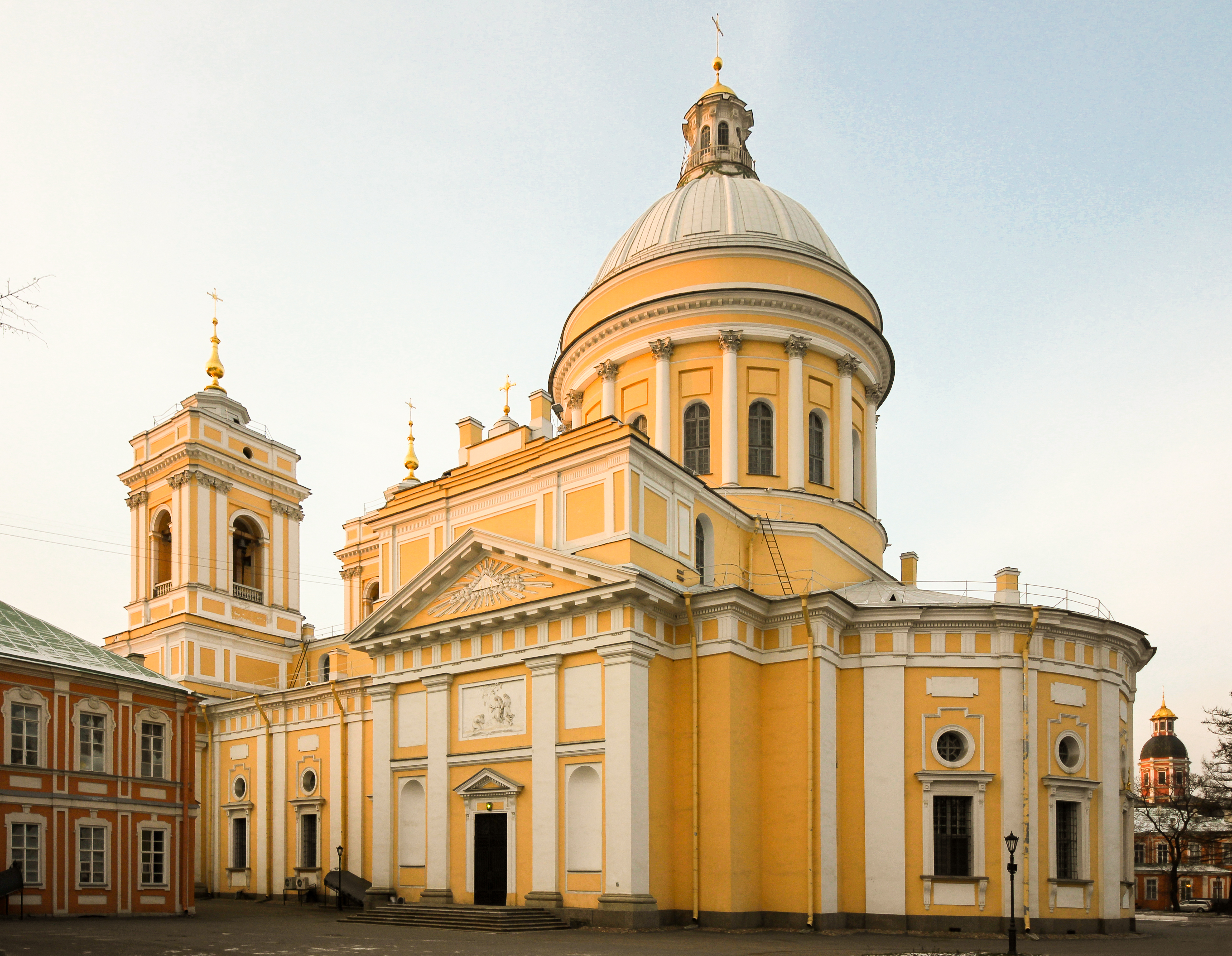
Dreifaltigkeitskathedrale

Als ersten Großbau des Klosterkomplexes errichteten Domenico Trezzini und sein Sohn Pietro 1717–1722 die Mariä-Verkündigungs-Kirche an der Nordecke des vierflügeligen Klosterhofes. Auf den ersten Blick erscheint das zweigeschossige Rechteck mit seinen großen Sprossenfenstern, dem Terrassendach und seiner weiß-roten Farbigkeit wie ein Profanbau. Das Erdgeschoss beherbergt verschiedene schlichte Grabmäler von Angehörigen der Zarenfamilie.

## Dreifaltigkeitskathedrale
- Hinweis: St. Petersburg besitzt zwei Kirchen dieses Namens. Zur Garnisonskirche des Ismaijlowskij-Regiments siehe den Hauptartikel Dreifaltigkeitskathedrale (Sankt Petersburg)

Der Baumeister Iwan Jegorowitsch Starow errichtete 1776 bis 1790 die Dreifaltigkeitskathedrale des Klosters. Der hochklassizistische Bau hat den Grundriss eines lateinischen Kreuzes mit dreischiffigem Langhaus. Der Kathedrale vorgelagert ist ein Hauptportikus mit sechs Säulen. Unüblich für orthodoxe Kirchen sind die beiden Glockentürme. Das Innere ist durch mächtige Säulen mit korinthischen Kapitellen gegliedert. Die Kirche verfügt über eine reiche Innenausstattung: die Malereien an den Gewölben und in der Kuppel wurden nach Entwürfen von Giacomo Quarenghi geschaffen. Anstelle eines herkömmlichen Schmucks aus Ikonen ist die Ikonostase aus weißem Marmor und rotem Achat unter anderem mit Kopien von Gemälden nach Anthonis van Dyck, Peter Paul Rubens, Bassano und Guido Reni und vielen bekannten russischen Malern versehen. Eine Verkündigung Mariens hinter der Ikonostase ist wohl ein Original von Anton Raphael Mengs. So entsprechen die Kathedrale und das Kloster in vielerlei Hinsicht nicht dem orthodoxen Kanon. Zudem wurde statt der üblichen Ikonostase im Inneren ein Portikus mit einem großen Zarentor angebracht.
Die Gebeine von Alexander Newskij, dem verehrten Nationalhelden des 13. Jahrhunderts, werden in einem Reliquienschrein präsentiert.

## Friedhöfe
Besonders bekannt wurde das Alexander-Newski-Kloster durch seine Friedhöfe. Der 1716 eingeweihte Lazarus-Friedhof (seit 1932: Nekropolis des 18. Jahrhunderts) beherbergt die Gräber zahlreicher Adliger und Baumeister des russischen Reiches, der 1823 eingeweihte Tichwiner Friedhof (seit 1935: Nekropolis der Künstler) die zahlreicher Künstler. 1868 wurde der Nikolaus-Friedhof hinter dem Ostchor der Kathedrale angelegt. 1917 wurde der Kosakenfriedhof gegründet.

## Umgebung
Der unmittelbar nördlich des Klosters gelegene Alexander-Newski-Platz, unter dem auch die beiden Metro-Stationen Ploschtschad Alexandra Newskowo-1 und Ploschtschad Alexandra Newskowo-2 liegen, bildet das östliche Ende des Newski-Prospekts.